# Rhinella acutirostris
Espèce
Synonymes
- Bufo acutirostris Spix, 1824

Statut de conservation UICN

 LC  : Préoccupation mineure
Rhinella acutirostris est une espèce d'amphibiens de la famille des Bufonidae.

## Répartition
Cette espèce se rencontre en Amazonie :
- dans l'est de la Colombie ;
- dans le sud du Venezuela ;
- au Brésil dans le nord-ouest de l'État d'Amazonas.

## Publication originale
- Spix, 1824 : Animalia nova sive species novae testudinum et ranarum, quas in itinere per Brasiliam annis 1817-1820 (texte intégral)